# Tour della nazionale maschile di rugby a 15 della Francia 1979
Il 1979 fu l'anno della prima vittoria francese sul suolo neozelandese.
Avvenne il 14 luglio, giorno della festa nazionale, ad Auckland: la Francia capitanata da Jean-Pierre Rives vinse 24-19 sugli All Blacks..

## La squadra
- Manager: Yves Noe
- Assistenti Fernand Cazenave & Jean Desclaux
- Capitano: Jean-Pierre Rives

### Estremi
- Jean-Michel Aguirre (Bagnères)
- Serge Blanco (Biarritz)

### Tre Quarti
- Frédéric Costes (Montferrand)
- Jean-Luc Averous (La Voulte)
- Daniel Bustaffa (Carcassonne)
- Didier Codorniou (Narbonne)
- Patrick Mesny (Racing Club de France) - sostituto giunto durante il tour
- M Duffranc (Tyrosse)
- Laurent Pardo (Tarbes)

### Mediani
- Alain Caussade (Lourdes)
- Guy Laporte (Graulhet)
- Jerome Gallion (Toulon)
- Yves Laffarge (Montferrand)

### Avanti
- Yves Malquier (Narbonne)
- Christian Beguerie (Agen)
- Jean-Luc Joinel (Brive)
- Jean-Pierre Rives (Stade toulousain)
- François Haget (Biarritz)
- Patrick Salas (Narbonne)
- Jean-François Marchal (Lourdes)
- Alain Maleig (Oloron)
- Guy Colomine (Narbonne)
- Daniel Dubroca (Agen)
- Robert Paparemborde (Section paloise)
- Philippe Dintrans (Tarbes)
- J-F Perche (Bourg)

## Risultati

### Itest match
| Arbitro: | John West |

|                                       |      |              |
| 12’ Donaldson 65’ S. Wilson 70’ Watts | mt   | 69’ Mesny    |
| 65’ B. Wilson                         | tr   | 69’ Aguirre  |
| 6’, 40’, 80’ B. Wilson                | c.p. |              |
|                                       | drop | 11’ Caussade |

| Arbitro: | John West |

|                          |      |                                                      |
| 24’ S. Wilson 80’ Mourie | mt   | 38’ Gallion 40+2’ Caussade 42’ Averous 59’ Codorniou |
| 24’ B. Wilson            | tr   | 59’ Caussade                                         |
| 19’, 41’, 62’ B. Wilson  | c.p. | 10’ Aguirre                                          |
|                          | drop | 57’ Caussade                                         |

### Gli altri incontri
| Arbitro: | Taylor |

|      |      |                      |
| Kina | mt   | F. Costes            |
|      | c.p. | Aguirre (2) Caussade |

| Blenheim 20 giugno 1979 | Marlborough | 15 – 35 | Francia XV | Lansdowne Park |

| Hamilton 23 giugno 1979 | Waikato | 18 – 15 | Francia XV | Rugby Park |

| Whangarei 27 giugno 1979 | North Auckland | 3 – 16 | Francia XV | Okara Park |

| Wellington 30 giugno 1979 | Wellington | 9 – 14 | Francia XV | Athletic Park |

| Napier 3 luglio 1979 | Hawke's Bay | 13 – 31 | Francia XV | McLean Park |

| Invercagill 10 luglio 1979 | Southland | 12 – 11 | Francia XV | Rugby Park |

| Papeete 16 luglio 1979 | Tahiti | 12 – 92 | Francia XV |  |